# Парламентские выборы на Каймановых Островах (2021)
Парламентские выборы 2021 года на Каймановых Островах прошли 14 апреля для избрания 19 членов парламента. Первоначально выборы должны были пройти 26 мая, однако премьер-министр Олден МакЛафлен попросил губернатора Мартина Ропера распустить парламент 14 февраля, что привело к досрочным выборам. Этот шаг был сделан для того, чтобы избежать вотума недоверия спикеру МакКиве Буш, который был приговорён к двум месяцам тюремного заключения условно в декабре 2020 года за нападение на женщину в феврале 2020 года.

## Результаты
Правящее Народное прогрессивное движение получило 7 мест и при поддержке аффилированной независимой организации получили хорошую возможность для формирования правительства. Оппозиция имела смешанные состояния: давний член парламента и лидер оппозиции Арден Маклин потерял своё место, а Алрик Линдси, который был потенциальным спикером в предлагаемой оппозиционной коалиции, возглавляемой Уэйном Пэнтоном, едва не проиграл Южный Джорджтаун действующему депутату Барбаре Конолли. Тем не менее, был избран Пэнтон, бывший депутат от прогрессистов, которого считали наиболее вероятным кандидатом на пост главы независимого правительства, и достаточное количество независимых получили места, чтобы потенциально сформировать правительство. Что касается других оппозиционных групп, давний депутат и лидер недавно сформированной Народной партии Каймановых островов Эззард Миллер проиграл в Норт-Сайде, бывший лидер Демократической партии Маккива Буш был переизбран в качестве независимого только 27 голосами, в то время как его давний партнер Юджин Эбэнкс проиграл.
| Партия                                                                               | Голоса | %     | Места | +/-   |
| ------------------------------------------------------------------------------------ | ------ | ----- | ----- | ----- |
| Народное прогрессивное движение                                                      | 3380   | 19,60 | 7     | 0     |
| Народная партия                                                                      | 217    | 1,26  | 0     | новая |
| Независимые                                                                          | 13 650 | 79,14 | 12    | +3    |
| Недействительных/пустых бюллетеней                                                   | 157    | 0,90  | -     | -     |
| Всего                                                                                | 17 404 | 100   | 19    | -     |
| Зарегистрированных избирателей / Явка                                                | 23 594 | 73,76 | -     | -     |
| Источник: Избирательная комиссия Архивная копия от 15 апреля 2021 на Wayback Machine |        |       |       |       |